# Градина (къмпинг)
Вижте пояснителната страница за други значения на Градина.
„Градина” е къмпинг, който се намира в южната част на Българското Черноморие.
Той е разположен на 30 км южно от град Бургас и на 4 км от Созопол. Своята популярност дължи на огромния пясъчен плаж, който се простира почти 3 км от Черноморец до къмпинг „Златна рибка”. Къмпинг „Градина“ е разположен в живописен залив, който е известен с кристалните си води.
Къмпинг „Градина“ е най-големият на Българското Черноморие, в него има около 140 легла и над 300 места за палатки и около 250 места за каравани. Посещава се основно от български туристи, но през последните няколко години все повече чуждестранни туристи проявяват интерес към това място. То е основна притегателна точка за млади хора, които имат желание да се наслаждават на нощния живот.
В миналото мястото е посещавано основно от хора, които имат влечение към водните спортове (кайтсърф, уиндсърф, катамаран и др.), поради добрите условия, които предлага мястото. Съществуват множество училища, които предоставят възможност на начинаещите развият уменията си и да прекарат приятно своята ваканция.